# Enrique Moreno Bellver
Enrique Moreno Bellver (Valencia, España, 6 de septiembre de 1963 — 8 de febrero de 2012) fue un futbolista español que se desempeñaba como defensa.

## Clubes
| Club                    | País   | Año       |
| ----------------------- | ------ | --------- |
| Valencia C. F. Mestalla | España | 1981-1982 |
| Valencia C. F.          | España | 1981-1985 |
| Rayo Vallecano          | España | 1985-1986 |
| Real Valladolid C. F.   | España | 1986-1992 |